# VUUR
VUUR ("fogo", "paixão" ou "motivação" em holandês) é uma banda holandesa de metal progressivo formada em 2016 pela cantora e letrista Anneke van Giersbergen e músicos com quem ela trabalhou em bandas como The Gentle Storm ou sua própria banda de apoio. A cantora Marcela Bovio também fazia parte da formação, mas deixou a banda antes de seu lançamento de estreia, pois ela e Anneke perceberam que queriam abordar os vocais de maneiras diferentes.
A banda foi criada para expressar o lado metal de Anneke, em oposição ao folk que ela demonstra em sua carreira solo.
Eles lançaram seu álbum de estreia, In This Moment We Are Free – Cities, em 20 de outubro de 2017, e a banda estará em turnê até o fim de 2018. Em outubro de 2017, Anneke já estava escrevendo música para um segundo álbum.

## Membros
- Anneke van Giersbergen (ex-The Gathering, The Gentle Storm) - vocais, guitarra rítmica
- Jord Otto (My Propane, ex-ReVamp) - guitarras
- Ferry Duijsens (Anneke van Giersbergen) - guitarras
- Johan van Stratum (Stream of Passion) - baixo
- Ed Warby (Gorefest, Ayreon) - bateria

Ex-membro
- Marcela Bovio (Elfonía, Stream of Passion) - vocais de apoio (2016-2017)

## Discografia
Álbuns de estúdio
- In This Moment We Are Free – Cities (2017)